# Diastylis insularum
Diastylis insularum är en kräftdjursart som först beskrevs av William Thomas Calman 1908.  Diastylis insularum ingår i släktet Diastylis och familjen Diastylidae. Inga underarter finns listade i Catalogue of Life.